# La casa dalle finestre che ridono
La casa dalle finestre che ridono (svensk titel Huset med de skrattande fönstren) är en italiensk giallofilm från 1976 i regi av Pupi Avati.

## Handling
Den unge restauratören Stefano anländer till en liten by på landet för att återställa en kyrkomålning föreställande Sankt Sebastians död. Tavlan är målad av den avlidne konstnären Buono Legnani, en mentalt störd person som målade av människor samtidigt som de torterades. Strax efter det att Stefano anlänt till byn inträffar mystiska mord. Stefano blir indragen och försöker finna sambandet mellan tavlan och de mystiska dödsfallen.

## Skådespelare (urval)
- Lino Capolicchio
- Francesca Marciano
- Gianni Cavina
- Ferdinando Orlandi
- Andrea Matteuzzi
- Bob Tonelli
- Pietro Brambilla

## Övrigt
Nominerad till bästa film 1983 vid Fantasporto, Festival Internacional de Cinema do Porto (Portugal).